# 法蘭克福大公國
法蘭克福大公國（德語：Großherzogtum Frankfurt）是拿破崙創造的德意志衛星國。 它於1810年通過結合美因茨大主教的領土與法蘭克福自由市而成。1806年，隨著神聖羅馬帝國的解體，法蘭克福失去了作為帝國自由城市的地位。這座城市被授予美因茨前大主教卡爾·西奧多·安東·瑪麗亞·馮·達爾貝格，並成為法蘭克福公國。1810年，拿破崙強迫達爾貝格將雷根斯堡公國讓給巴伐利亞王國，他的剩餘領土阿沙芬堡、韋茨拉爾、富爾達、哈瑙和法蘭克福合併為新的法蘭克福大公國。
雖然大公國以法蘭克福命名，但這座城市由法國專員管理，而達爾貝格居住在阿沙芬堡市。根據大公國憲法，在達爾貝格死後，國家將由拿破崙的繼子歐仁·德·博阿爾內繼承。
達爾伯格於1813年10月26日退位給尤金，隨後便是12月在拿破崙在萊比錫戰役中的失敗後。大公國在被反法同盟軍佔領後不復存在。雖然法蘭克福本身再次成為一個自由城市，但大公國的大部分領土最終被巴伐利亞王國吞併。
50°7′N 8°41′E / 50.117°N 8.683°E